# Jenő Lévai
Jenő Lévai (geboren 26. April 1892 in Budapest, Österreich-Ungarn; gestorben 29. Juni 1983 in Budapest) war ein ungarischer Historiker des Holocaust.

## Leben
Jenő Lévai war ein Sohn des Miksa Lévai (Lipsicz) (1856–1945) und der Berta Wachsman. Er studierte Ingenieurwissenschaften an der Technischen Hochschule Budapest ohne Abschluss. Er wurde 1914 Soldat im Ersten Weltkrieg und geriet 1915 in russische Kriegsgefangenschaft. Lévai arbeitete nach Kriegsende in Budapest als Journalist. Er heiratete 1921 Izabella Adler. Über seine Kriegserlebnisse veröffentlichte er in den 1930er Jahren drei Bücher. Lévai wurde Herausgeber der Zeitung Kis Újság, bis die antisemitischen Gesetze in Ungarn ihn zum Verkauf der Zeitung nötigten. Nach der deutschen Besetzung Ungarns im Frühjahr 1944 überlebte er die Judenverfolgung durch das Horthy-Regime, die Pfeilkreuzler und das Eichmann-Kommando im Zwangsghetto von Pest.
Nach der Befreiung 1945 stellte er mehrere Bücher über den Holocaust in Ungarn zusammen. Im ungarischen Stalinismus Anfang der 1950er Jahre wurde er zum Schweigen gebracht. In den 1960er Jahren erschien seine Dokumentensammlung über Adolf Eichmanns Aktivitäten in Ungarn auch in Englisch, Französisch und Deutsch.

## Schriften (Auswahl)

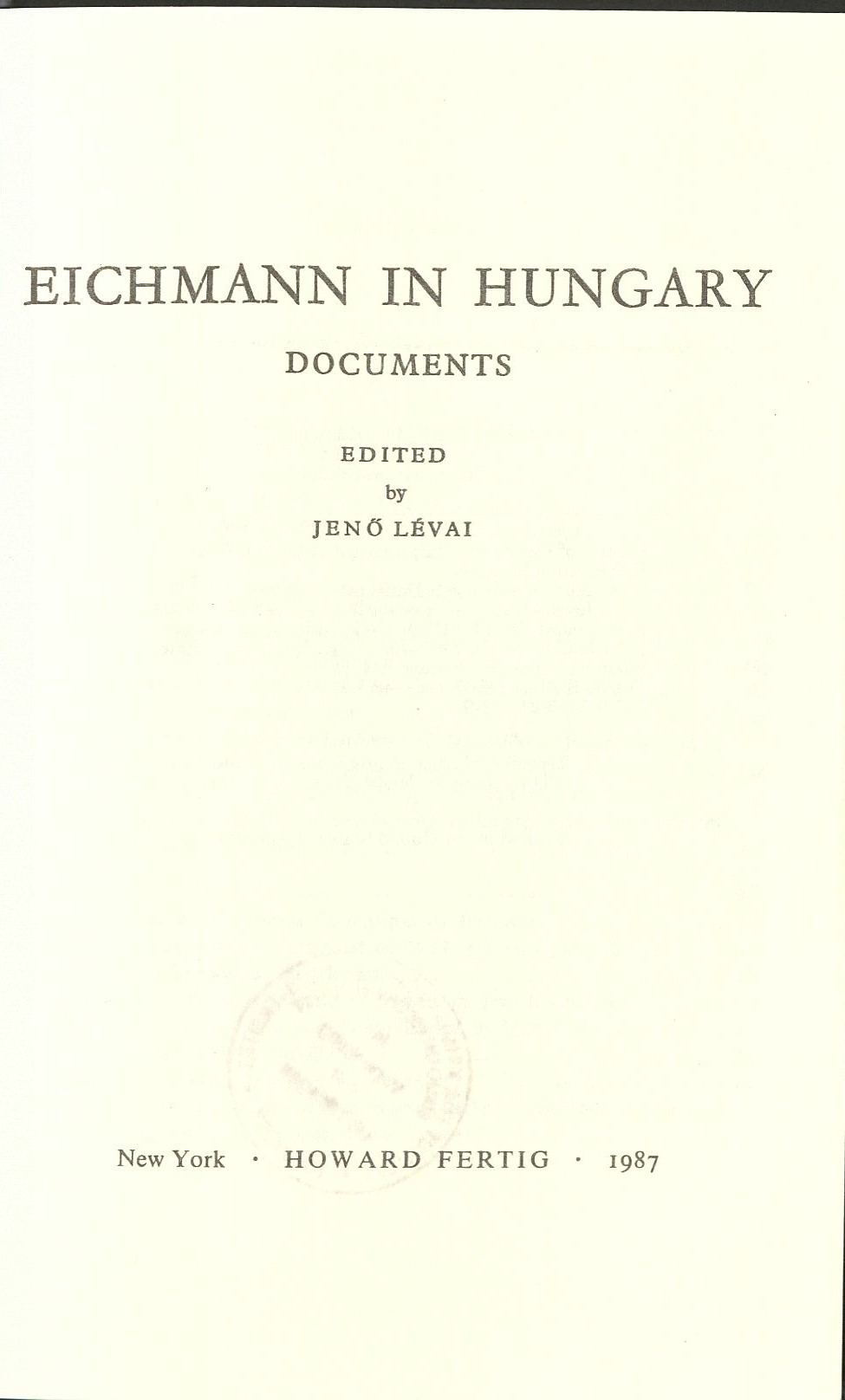
Eichmann in Hungary (1987)

- A przemysl vár titkai. Egy vártüzér naplója. Budapest, 1932
- Éhség, árulás, Przemyśl. Budapest, 1933
- Éhség, forradalom, Szibéria. Budapest, 1934
- Éhség, panama, Hinterland. Budapest, 1935
- Kossuth Lajos néplapjai. A magyar újságírás hőskora. 1877–1937. Budapest, 1938
- Írók, írások... Vigasztalás van az irodalomban. Budapest, 1943
- Endre László. A háborús bűnösök magyar listavezetője. Budapest, 1946
- Fekete könyv a magyar zsidóság szenvedéseiről. Budapest : Officina, 1946
- A pesti gettó csodálatos megmenekülésének hiteles története. 1947
- Zsidósors Magyarországon. 1948
- Zsidósors Európában. 1948
- Raoul Wallenberg regényes élete, hősi küzdelmei, rejtélyes eltűnésének titka. Budapest : Magyar Téka, 1948
  - Raoul Wallenberg. Übersetzung ins Englische von F. Vajda. Melbourne : The University of Melbourne, 2002
- Eugene Lewai: Black Book on the martyrdom of Hungarian jewry. Ed. Lawrence P. Davis. Zürich : The Central European Times Publ. Co., 1948
- (Hrsg.): Eichmann in Ungarn : Dokumente. Budapest : Pannonia, 1961
  - (Hrsg.): Eichmann in Hungary : documents. New York : Fertig, 1987
- (Hrsg.): Geheime Reichssache : Papst Pius XII. hat nicht geschwiegen. Berichte, Dokumente, Akten, zusammengest. aufgrund kirchlichen und staatlichen Archivmaterials von Jenö Levai. Übersetzung aus dem ungarischen Manuskript Andor Matolcsy. Mit einem Vor- und Nachwort von Robert M. W. Kempner. Köln-Müngersdorf : Verlag Wort und Werk, 1966